# Heinrich Förster
Heinrich Förster, né le 24 novembre 1799 à Glogau et mort le 20 octobre 1881 au château de Johannisberg (de) à Jauernig, est un ecclésiastique allemand qui fut prince-évêque de Breslau de 1853 à 1881. L'église Saint-Henri de la ville lui doit son nom.

## Biographie
Il étudie la théologie de 1821 à 1824 à la Leopoldina et il est ordonné prêtre en 1825. Il devient ensuite vicaire à Liegnitz, puis de 1828 à 1837 curé à Landeshut, où il se fait une réputation d'excellent prédicateur. Il est donc appelé comme prédicateur à la cathédrale de Breslau en 1837 dont il devient chanoine du chapitre. Il est docteur en théologie en 1843.
À l'inverse du prince-évêque de Breslau d'alors, Mgr von Sedlnitzky (de), qui entretenait de bons rapports avec le gouvernement, Heinrich Förster adopte une attitude critique et évoque des thèmes politiques comme le mouvement schismatique du Deutschkatholizismus du prêtre silésien excommunié Johannes Ronge, qu'il rejette, ou la révolution de Mars. Il est élu au parlement de Francfort en 1848. Il représente le nouvel évêque de Breslau, Mgr von Diepenbrock, au synode de Munich de la conférence épiscopale allemande, répandant une lettre pastorale qui rencontre un grand écho, et devient après la mort de celui-ci en 1853, vicaire capitulaire de Breslau.
Heinrich Förster est choisi par le chapitre comme nouvel évêque de Breslau, le 19 avril 1853, ce qui est confirmé par la nomination de Pie IX. Il est consacré le 18 octobre suivant. D'emblée, il s'avère comme un fondateur et un bâtisseur. Il fait par exemple construire l'église Saint-Michel, fonde un séminaire et la congrégation des Sœurs de Marie, fait venir la congrégation du Bon Pasteur, organise des assemblées régulières de clercs du diocèse, etc.
Mgr Förster prend part au concile du Vatican en 1869-1870, mais fait partie de la minorité d'évêques (quatre-vingt-sept) qui s'oppose à la proclamation du dogme de l'infaillibilité pontificale en matière de définition du dogme catholique. Il quitte Rome le 17 juillet 1870 et obéit à la conclusion du concile. Ainsi il ne soutient pas le schisme des vieux-catholiques qui sont défendus par une certaine partie des membres de la faculté catholique de Breslau.
Tout de suite après s'ouvre la période du Kulturkampf  politique de mise à l'écart des catholiques par le gouvernement de Bismarck. Mgr Förster émet des déclarations invitant à résister aux lois gouvernementales d'expulsion des congrégations, de nominations ecclésiales, etc. ce qui lui vaut d'être placé en 1875 en résidence surveillée, par le haut président de Breslau, au château de Johannisberg (résidence d'été des évêques de Breslau) à Jauernig, partie de son diocèse située en Autriche. Deux ans auparavant Pie IX lui avait remis en signe de reconnaissance le pallium archiépiscopal.
Il meurt au château de Johannisberg (de) et son corps est rapatrié à Breslau, pour être enterré à la cathédrale.

## Œuvres
- Der Ruf der Kirche in die Gegenwart. Zeitpredigten auf die Sonntage des Kirchenjahres, 2 vol., 1848
- Gesamte Predigten, 6 vol., 1848
- Gesamte Hirtenbriefe 1853-1878, 2 vol., 1880

## Source
- (de) Cet article est partiellement ou en totalité issu de l’article de Wikipédia en allemand intitulé « Heinrich Förster (Bischof) » (voir la liste des auteurs).